# قهرمانی وزنه‌برداری جهان ۱۹۵۹
قهرمانی وزنه‌برداری جهان ۱۹۵۹ سی و پنجمین دوره از رقابت‌های قهرمانی جهان می‌باشد که از ۲۹ سپتامبر تا ۴ اکتبر ۱۹۵۹ در ورشو، لهستان برگزار گردید. در این دوره ۸۵ ورزشکار مرد از ۱۹ کشور رقابت کردند.

## خلاصه مدال‌ها
| رویداد               | طلا                                   | طلا      | نقره                                    | نقره     | برنز                             | برنز     |
| خروس‌وزن ۵۶ ک‌گ        | Vladimir Stogov · اتحاد جماهیر شوروی  | ۳۳۲٫۵ ک‌گ | Marian Jankowski · لهستان               | ۳۲۰٫۰ ک‌گ | ایمره فولدی · مجارستان           | ۲۹۵٫۰ ک‌گ |
| پر وزن ۶۰ ک‌گ         | Marian Zieliński · لهستان             | ۳۶۵٫۰ ک‌گ | آیساک برگر · ایالات متحده آمریکا        | ۳۶۲٫۵ ک‌گ | Sebastiano Mannironi · ایتالیا   | ۳۵۰٫۰ ک‌گ |
| سبک‌وزن ۶۷٫۵ ک‌گ       | ویکتور بوشوئف · اتحاد جماهیر شوروی    | ۳۸۵٫۰ ک‌گ | Akop Faradzhyan · اتحاد جماهیر شوروی    | ۳۷۰٫۰ ک‌گ | عبدالواحد عزیز · عراق            | ۳۶۲٫۵ ک‌گ |
| میان‌وزن ۷۵ ک‌گ        | تامی کونو · ایالات متحده آمریکا       | ۴۲۵٫۰ ک‌گ | فئودور بوگدانوفسکی · اتحاد جماهیر شوروی | ۴۱۷٫۵ ک‌گ | Jan Bochenek · لهستان            | ۳۹۲٫۵ ک‌گ |
| سبک سنگین‌وزن ۸۲٫۵ ک‌گ | رودولف پلیوکفلدر · اتحاد جماهیر شوروی | ۴۵۷٫۵ ک‌گ | ایرنئوش پالینسکی · لهستان               | ۴۳۲٫۵ ک‌گ | Jim George · ایالات متحده آمریکا | ۴۱۷٫۵ ک‌گ |
| میان سنگین‌وزن ۹۰ ک‌گ  | Louis Martin · بریتانیای کبیر         | ۴۴۵٫۰ ک‌گ | آرکادی ووروبیوف · اتحاد جماهیر شوروی    | ۴۴۵٫۰ ک‌گ | Czesław Białas · لهستان          | ۴۲۲٫۵ ک‌گ |
| سنگین‌وزن ۹۰+ ک‌گ      | یوری ولاسوف · اتحاد جماهیر شوروی      | ۵۰۰٫۰ ک‌گ | James Bradford · ایالات متحده آمریکا    | ۴۹۲٫۵ ک‌گ | Ivan Veselinov · بلغارستان       | ۴۵۵٫۰ ک‌گ |

## جدول مدال‌ها
| رتبه           | کشور                | طلا | نقره | برنز | مجموع |
| -------------- | ------------------- | --- | ---- | ---- | ----- |
| ۱              | اتحاد جماهیر شوروی  | ۴   | ۳    | ۰    | ۷     |
| ۲              | لهستان              | ۱   | ۲    | ۲    | ۵     |
| ۳              | ایالات متحده آمریکا | ۱   | ۲    | ۱    | ۴     |
| ۴              | بریتانیای کبیر      | ۱   | ۰    | ۰    | ۱     |
| ۵              | ایتالیا             | ۰   | ۰    | ۱    | ۱     |
| ۵              | بلغارستان           | ۰   | ۰    | ۱    | ۱     |
| ۵              | عراق                | ۰   | ۰    | ۱    | ۱     |
| ۵              | مجارستان            | ۰   | ۰    | ۱    | ۱     |
| مجموع (۸ کشور) | مجموع (۸ کشور)      | ۷   | ۷    | ۷    | ۲۱    |